# Maka (äktenskap)
|  | Wiktionary har en ordboksartikel om maka. |

En maka, hustru eller fru är en kvinnlig partner i ett äktenskap. Om kvinnans partner dör, kallas hon för änka. Rättigheterna och skyldigheterna som makan har i förhållande till sin partner, och hennes status i samhället och i lagen, är olika beroende på kultur, och har varierat genom tiderna. Makans status kan avbrytas genom en skilsmässa, upplösning eller den andra partnerns död. 
I många kulturer är det vanligtvis förväntat att kvinnan byter till sin mans efternamn vid äktenskap. En gift kvinna kan indikera sitt civilstånd på flera olika sätt: i den västerländska kulturen bär kvinnan vanligtvis en vigselring, men i andra kulturer kan andra symboler för civilstånd användas, såsom en särskild klädkod. En gift kvinna ges vanligen hederstiteln "fru".
Det svenska ordet maka är ursprungligen en böjningsform till det fornsvenska ordet maki, som även gett upphov till ordet make.